# Jelisaweta Xawerjewna Woronzowa

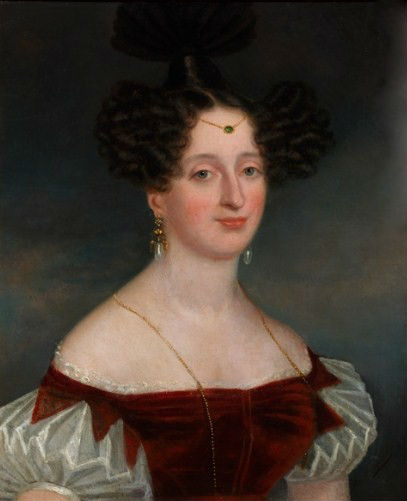
Jelisaweta Xawerjewna Woronzowa

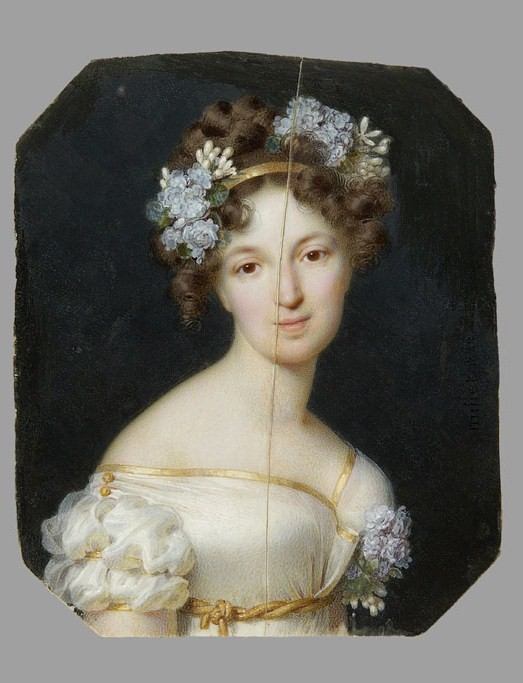
Jelisaweta Xawerjewna Woronzowa auf einer Miniatur

Fürstin Jelisaweta Xawerjewna Woronzowa, russisch Елизаве́та Ксаве́рьевна Воронцо́ва, (* 8. September 1792 in Bila Zerkwa; † 15. April 1880 in Odessa) war eine russische Adlige, Hofdame und durch Heirat Vizekönigin des Kaukasus.

## Leben
Jelisaweta Xawerjewna Woronzowa entstammte der polnischen Adelsfamilie Branicki und war die Tochter des Generaladjutanten und Großhetman der polnischen Krone Franciszek Ksawery Branicki und dessen Ehefrau, der Obersthofmeisterin Alexandra Wassiljewna Branizkaja geb. Baronesse von Engelhardt. Sie war die Großnichte des Fürsten Grigori Alexandrowitsch Potjomkin, Vertrauter und Liebhaber der russischen Zarin Katharina II. In Paris lernte sie ihren späteren Mann Michail Semjonowitsch Woronzow kennen. Die Trauung fand am 2. Mai 1819 in Paris statt.
Michail Semjonowitsch Woronzow, der Generalgouverneur von Neurussland, Bessarabien und Vizekönig des Kaukasus wurde, war der Vorgesetzte des Dichters Alexander Sergejewitsch Puschkin, dem er 1822 eine Anstellung als Sekretär in seinem Büro in Odessa gab. In Odessa muss Puschkin auch die Bekanntschaft mit seiner Frau Jelisaweta Xawerjewna Woronzowa gemacht haben. Puschkin umwarb die Fürstin und schrieb mehrere Gedichte über sie. Als die Romanze aufflog, verschlechterte sich das Verhältnis zu seinem Arbeitgeber Woronzow und Puschkin wurde aus dem Staatsdienst entlassen.
Jelisaweta Xawerjewna Woronzowa schenkte ihrem Liebhaber zum Abschied einen goldenen Ring, den Puschkin sein Leben lang bei sich trug. Jelisaweta Xawerjewna Woronzowa blieb die Bewunderin von Puschkins Werke und stand auch in Kontakt zu seiner Ehefrau Natalja Nikolajewna Puschkina-Lanskaja. Fürstin Jelisaweta Xawerjewna Woronzowa starb am 15. April 1880 in Odessa. Ihr Leichnam wurde in der Verklärungskathedrale beigesetzt. Vor ihrer Sprengung 1936 durch Stalin ließ man ihre sterblichen Überreste auf dem Friedhof umbetten. 

## Familie
Aus der Ehe mit Michail Semjonowitsch Woronzow gingen sechs Kinder hervor, darunter Siemion Michailow Woronzow (1823–1882) und Sofja Michailowna Woronzowa (1825–1879). 

## Auszeichnungen
- Russischer Orden der Heiligen Katharina